# Vince Vieluf
Vincent Ernest 'Vince' Vieluf (Joliet (Illinois), 10 november 1970) is een Amerikaans acteur, filmregisseur en scenarioschrijver.

## Biografie
Vieluf werd geboren in Joliet (Illinois) en groeide op in Portland (Texas). Hij doorliep de high school aan de Gregory-Portland High School in Portland waar hij in 1989 zijn diploma haalde. Tijdens zijn tijd op de high school was hij al actief als acteur in toneelvoorstellingen.

## Filmografie

### Films
Uitgezonderd korte films.
- 2010 Hysteria – als Gabriel
- 2009 The Immaculate Conception of Little Dizzie – als O.C.
- 2007 Epic Movie – als Wolverine
- 2006 Firewall – als Pim
- 2005 Snow Wonder – als Mario
- 2004 Mojave – als Reno
- 2003 Grind – als Matt Jensen
- 2003 After School Special – als Tom Cooperman
- 2002 Four Reasons – als apotheker
- 2001 Rat Race – als Blaine Cody
- 2000 Dropping Out – als Andrew
- 2000 Everything Put Together – als Jim
- 1998 Clay Pigeons – als hulpsheriff Barney
- 1997 An American Werewolf in Paris – als Brad
- 1997 On the Edge of Innocence – als Timothy Wells

### Televisieseries
Uitgezonderd eenmalige gastrollen.
- 2003-2007 CSI: Crime Scene Investigation – als Connor Foster – 2 afl.
- 2005-2006 Love, Inc. – als Barry – 22 afl.
- 1999-2000 Jesse – als Patrick – 2 afl.
- 1998 ER – als Bernard Gamely – 3 afl.

### Filmregisseur
- 2010 Order of Chaos – film

### Scenarioschrijver
- 2010 Hysteria - film
- 2010 Order of Chaos – film

- Gemeinsame Normdatei: 1062006933
- International Standard Name Identifier: 0000 0000 9637 9676
- Library of Congress Control Number: no2010110909
- SNAC: w6k9448z
- Système universitaire de documentation: 197355587
- Virtual International Authority File: 142308385
- WorldCat: E39PBJyCGF7PDK3m9kKRDHYpT3